# 반짝반짝 Every day
〈반짝반짝 Every day〉(일본어: キラキラ Every day 키라키라 에브리데이[*])는 Dream5의 5번째 싱글이다. 2012년 1월 4일에 에이벡스 트랙스에서 발매됐다.

## 해설
- 타이틀 곡은 전작에 이어서 TV 도쿄계 애니메이션 《다마고치!》의 여는 곡으로 사용되고 있다.
- 커플링곡 〈일요일〉은 JITTERIN'JINN의 동일한 제목의 곡의 커버.
- 의상은 드리5학원의 교복 설정으로 되어있다.

## 수록곡

### 자켓 이미지 A, B
- 전체 편곡: 히비노 히로후미

1. 반짝반짝 Every day(キラキラ Every day)
  - 작사: leonn / 작곡: 마츠다 준이치
2. 일요일(にちようび)
  - 작사 · 작곡: 하시 진타
3. 반짝반짝 Every day 다마고치 Ver.(キラキラ Every day たまごっちVer.)
4. 반짝반짝 Every day（Instrumental）
5. 일요일（Instrumental）
6. 두 사람만의 유성(二人だけの流れ星) (보너스 트랙)
  - 작사: leonn / 작곡: 히비노 히로후미

DVD
1. 반짝반짝 Every day (뮤직비디오)
2. 반짝반짝 Every day (안무 비디오)
3. 일요일 (안무 비디오)
4. 반짝반짝 Every day 다마고치 ver (오하라 유노 안무 비디오)
5. 드리5학원 댄스부 퍼포먼스 영상 (타마카와 모모나 · 타카노 아키라 · 오하라 유노)

### mu-mo 샵 한정반(자켓 이미지 C)
1. 반짝반짝 Every day
2. 반짝반짝 Every day (Instrumental)
3. 드리5학원 학교 생활 드라마 ~학생회실에 불리는 편~(ドリ5学園学校生活ドラマ〜生徒会メンバー職員室に呼び出されるの巻〜)
  - AVC1-48258 <시게모토 코토리 메인 Version> 도쿠시마 방언의 수험생, 시게모토 코토리
  - AVC1-48259 <타카노 아키라 메인 Version> 쿠루메 방언의 도텐넨 중2, 타카노 아키라
  - AVC1-48260 <히비 미코토 메인 Version> 블리블리러블리 전개의 중1, 히비 미코토
  - AVC1-48261 <오하라 유노 메인 Version> 어말에 전부 유노?(ゆーの？) 스마일 초6, 오하라 유노
  - AVC1-48262 <타마카와 모모나 메인 Version> 미야기의 보이스 체인저 수험생, 타마카와 모모나
4. 두 사람만의 유성 (보너스 트랙)